# 坎普羅伯茨 (印地安納州)
坎普羅伯特（英語：Camp Roberts）是位於美國印地安納州布朗縣的一個非建制地區。該地的面積和人口皆未知。

## 地理
坎普羅伯特的座標為39°10′42″N 86°11′37″W / 39.17833°N 86.19361°W，而該地的平均海拔高度為191米（即627英尺）。